# Jared Harris
Jared Francis Harris (* 24. srpna 1961 Londýn) je britský filmový a televizní herec.

## Život
Jeho rodiče, otec Richard Harris a matka Elizabeth Rees-Williams, byli rovněž herci. Tomuto povolání se věnují i jeho bratři Jamie Harris a Damian Harris.
V letech 2005–2010 byl ženatý s herečkou Emilií Foxovou.

## Vybraná filmografie

### Film
| Rok  | Český název                          | Role                        | Poznámky  |
| ---- | ------------------------------------ | --------------------------- | --------- |
| 1989 | Spis o Ráchel                        | Geoff                       |           |
| 1992 | Navždy a daleko                      | Paddy                       |           |
| 1992 | Poslední Mohykán                     | britský poručík             |           |
| 1992 | Bdělé oko veřejnosti                 | Danny                       |           |
| 1994 | Takoví normální zabijáci             | London Boy                  |           |
| 1994 | Nadja                                | Edgar                       |           |
| 1995 | Vztek                                | Jimmy Rose                  |           |
| 1995 | Mrtvý muž                            | Benmont Tench               |           |
| 1996 | Střelila jsem Andyho Warhola         | Andy Warhol                 |           |
| 1997 | Čínský hlavolam                      | William                     |           |
| 1997 | Den otců                             | Lee                         |           |
| 1998 | Štěstí                               | Vlad                        |           |
| 1998 | Ztraceni ve vesmíru                  | starší Will Robinson        |           |
| 2000 | Zab tu mrchu!                        | Pseudo Peter McGowen        |           |
| 2000 | Toreador zkázy                       | Jones                       |           |
| 2001 | Parfém                               | Michael                     |           |
| 2002 | Loutka                               | Michael Foulicker           |           |
| 2002 | Igby                                 | Russel                      |           |
| 2003 | Sylvie                               | Al Alvarez                  |           |
| 2003 | Líbí se mi, co děláš                 | Jehud                       |           |
| 2004 | Resident Evil: Apokalypsa            | doktor Charles Ashford      |           |
| 2005 | Ta známá Bettie Page                 | John Willie                 |           |
| 2008 | Prokletí                             | Bernard Wilburn             |           |
| 2009 | Podivuhodný případ Benjamina Buttona | kapitán Mike Clark          |           |
| 2010 | Těžká rozhodnutí                     | Kent Webber                 |           |
| 2011 | Sherlock Holmes: Hra stínů           | Profesor Moriarty           |           |
| 2012 | Lincoln                              | Ulysses S. Grant            |           |
| 2013 | Mortal Instruments: Město z kostí    | Hodge Starkweather          |           |
| 2013 | Ďáblův houslista                     | Urbani                      |           |
| 2014 | Pompeje                              | Lucretius                   |           |
| 2014 | Škatuláci                            | Charles Portley-Rind (hlas) |           |
| 2014 | Tichý experiment                     | Joseph Coupland             |           |
| 2015 | Poltergeist                          | Carrigan Burke              |           |
| 2015 | Krycí jméno U.N.C.L.E.               | Adrian Sanders              |           |
| 2016 | Spojenci                             | Frank Heslop                |           |
| 2016 | Poslední tvář                        | John Farber                 |           |
| 2019 | Robert the Bruce                     | John Comyn                  |           |
| 2022 | Mořská příšera                       | kapitán Crow (hlas)         |           |
| 2022 | Morbius                              | Emil Nicholas               |           |
| 2024 | Sherlock Holmes 3                    | Profesor Moriarty           | natáčí se |

### Televize
| Rok             | Český název                               | Role                 | Poznámky                  |
| --------------- | ----------------------------------------- | -------------------- | ------------------------- |
| 2000            | Ať žijí Beatles                           | John Lennon          | TV film                   |
| 2003            | Beze stopy                                | otec Walker          | 2 díly                    |
| 2003            | To druhé Boleynovic děvče                 | Jindřich VIII. Tudor | TV film                   |
| 2005            | Až na konec světa                         | kapitán Anderson     | 3 díly                    |
| 2007            | Zákon a pořádek: Útvar pro zvláštní oběti | Robert Morten        | Díl: „Svengali"           |
| 2008–2012       | Hranice nemožného                         | David Robert Jones   | 9 dílů                    |
| 2009–2012       | Šílenci z Manhattanu                      | Lane Pryce           | 26 dílů                   |
| 2015–2017       | Expanze                                   | Anderson Dawes       | 7 dílů                    |
| 2016–2023       | Koruna                                    | Jiří VI.             | 6 dílů                    |
| 2018            | The Terror                                | Francis Crozier      | hlavní postava, 10 dílů   |
| 2019            | Černobyl                                  | Valerij Legasov      | minisérie, hlavní postava |
| 2019            | Carnival Row                              | Absalom Breakspear   | 8 dílů                    |
| 2021            | Bestie musí zemřít                        | George Rattery       | minisérie                 |
| 2021–současnost | Nadace                                    | Hari Seldon          | hlavní postava            |